# Afrobaenus mandibularis
Afrobaenus mandibularis es una especie de coleóptero de la familia Monotomidae. Es la única especie del género Afrobaenus. Se encuentra en África.

## Distribución geográfica
Habita en Tanzania.